# Gaiapolis
Gaiapolis (ガイアポリス 黄金鷹の剣?, Gaiaporisu: Ōgon taka no tsurugi) è un videogioco arcade del 1993 sviluppato da Konami.

## Modalità di gioco
Gaiapolis è un beat 'em up con elementi da videogioco di ruolo. Il titolo può essere giocato in modalità cooperativa selezionando uno dei tre personaggi (Prince, Dragon e Fairy).